# Бронфман, Леонид Израилевич
Леонид Израилевич Бронфман (род. 1932, Кишинёв) — молдавский советский инженер-механик, изобретатель в области сельскохозяйственной техники, доктор технических наук (1975), профессор (1975).

## Биография
Окончил механический факультет Кишинёвского сельскохозяйственного института в 1955 году. Работал инженером на машинно-тракторной станции в Бардаре. В 1958—1975 годах — научный сотрудник и заведующий отделом Молдавского научно-исследовательского института животноводства и ветеринарии. После защиты докторской диссертации в 1975 году работал в Кишинёвском сельскохозяйственном институте и научно-производственном объединении Молдптицепром.
Автор научных работ и 19 изобретений в области механизации сельскохозяйственных процессов, гидропоники, по тепличному хозяйству и микроклимату животноводческих помещений.
С 1994 года — в Израиле. Автор книги воспоминаний «Полвека как один день» (2005), посвящённой 50-летию первого выпуска инженеров-механиков Кишинёвского сельскохозяйственного института (КСХИ).

## Монографии
- Малая механизация при крупно-групповом содержании свиней. Кишинёв: Картя молдовеняскэ, 1961.
- Механизация погрузочно-разгрузочных работ в сельском хозяйстве. Кишинёв: Картя молдовеняскэ, 1962.
- Механизация транспортных и погрузочно-разгрузочных работ на фермах (с Л. С. Полонским). Кишинёв: Картя молдовеняскэ, 1963.
- Mecanizarea transportului şi lucrărilor de încărcare şi descărcare la fermele de vite (с Л. С. Полонским). Кишинёв: Картя молдовеняскэ, 1963.
- Гидропонные установки для выращивания зелёных кормов. Кишинёв: Картя молдовеняскэ, 1963.
- Colectării fînului — o tehnologie nouă (с Г. С. Червоненко). Кишинёв: Картя молдовеняскэ, 1971.
- Воздушный режим птицеводческих помещений. М.: Россельхозиздат, 1974.
- Микроклимат помещений в промышленном животноводстве и птицеводстве. Кишинёв: Штиинца, 1984.
- Полвека как один день: первому выпуску инженеров-механиков Кишинёвского сельскохозяйственного института имени М. В. Фрунзе (Государственного аграрного университета Молдовы) — 50 лет. Бат-Ям: Шварцман, 2005.